# Nextbike
Die Nextbike GmbH (Eigenschreibweise nextbike) mit Sitz in Leipzig ist ein im Jahr 2004 gegründetes Unternehmen, welches öffentliche Fahrradverleihsysteme betreibt.
2004 wurde die Nextbike GmbH in Leipzig gegründet, 2021 von Tier Mobility übernommen und 2022 auf Tier Mobility verschmolzen. Im April 2024 übernahm die neugegründete nextbike GmbH den laufenden Betrieb, nachdem die Tier Mobility SE die Marke mitsamt der zum Bereich nextbike gehörigen Sachwerte an einen britischen Private-Equity-Fund verkauft hatte.
Das Unternehmen bietet stationsbasierte Systeme, Systeme mit Flexzonen und hybride Systeme an.
Stand Dezember 2022 können die Fahrräder in über 300 Städten in über 20 Ländern weltweit ausgeliehen werden.

## Unternehmen
Das Unternehmen wurde 2004 von Ralf Kalupner und Markus Denk gegründet; es ist als Komplett-Anbieter von öffentlichen Fahrradverleihsystemen (Bike Sharing) tätig. Dabei entwickelt, produziert, vertreibt und betreibt Nextbike Fahrradverleihsysteme (stationsbasierte Systeme, Flexzonen und hybride Systeme). Stand Dezember 2022 können die Fahrräder in über 300 Städten in über 20 Ländern weltweit ausgeliehen werden.
Die Fahrradverleihsysteme sind eine Ergänzung zum öffentlichen Personennah- und fernverkehr (ÖPNV).
Die Produktion der Hardware (Fahrräder, Terminals, Ständer) erfolgt hierbei vorrangig in Leipzig. Dabei wird eine Vielzahl von Komponenten von Zulieferern weltweit bezogen. Das Unternehmen unterscheidet zwei Geschäftsmodelle: den Eigenbetrieb und das Lizenzgeschäft. Bei letzterem werden die Systeme (Hardware) komplett an einen Betreiber veräußert; Nextbike übernimmt hierbei i. d. R. die softwareseitige Steuerung dieser Systeme. Im Eigenbetrieb befindet sich die Hardware im wirtschaftlichen Eigentum von Nextbike; dieses System wird komplett in Eigenregie betrieben und erwirtschaftet dabei Erlöse aus Vertragsbeziehungen mit Kommunen oder Verkehrsbetrieben, der Werbevermarktung (über Werbung am Fahrradrahmen) und dem Verleih der Fahrräder. 2019 wurde Nextbike von Stiftung Warentest als bestes Fahrradverleihsystem in Deutschland ausgezeichnet.
Im Jahr 2019 betrug der Jahresumsatz 29,2 Mio. Euro, im Jahr 2021 unter den Einflüssen der Corona-Pandemie 35 Mio. Euro und einem Verlust von 6,5 Mio. Euro.
Im November 2021 wurde die Nextbike GmbH eine hundertprozentige Tochtergesellschaft des Berliner Mobilitätsdienstleisters Tier Mobility. Im Oktober 2022 folgte die Verschmelzung unter Aufnahme auf die Tier Mobility SE. Im März 2024 wurde bekannt, dass die Tier Mobility SE die ehemals nextbike zuzuordnenden Konzernteile wieder verkaufen wollte. Am 29. April 2024 wurde die Übernahme der Tier Mobility-Anteile durch die Star Capital bekanntgegeben.

## Standorte

Von Nextbike bediente Länder im Jahr 2025

### In Deutschland (Auswahl)

#### Berlin
In der deutschen Hauptstadt hat Nextbike mit dem Senat von Berlin 2017 einen Nutzungsvertrag abgeschlossen, der das Verleihsystem mit 7,5 Millionen Euro finanziell unterstützt. Es soll eine Probephase über fünf Jahre durchlaufen. Aktuell betreibt Nextbike das System in Kooperation mit Edeka als Werbepartner. 

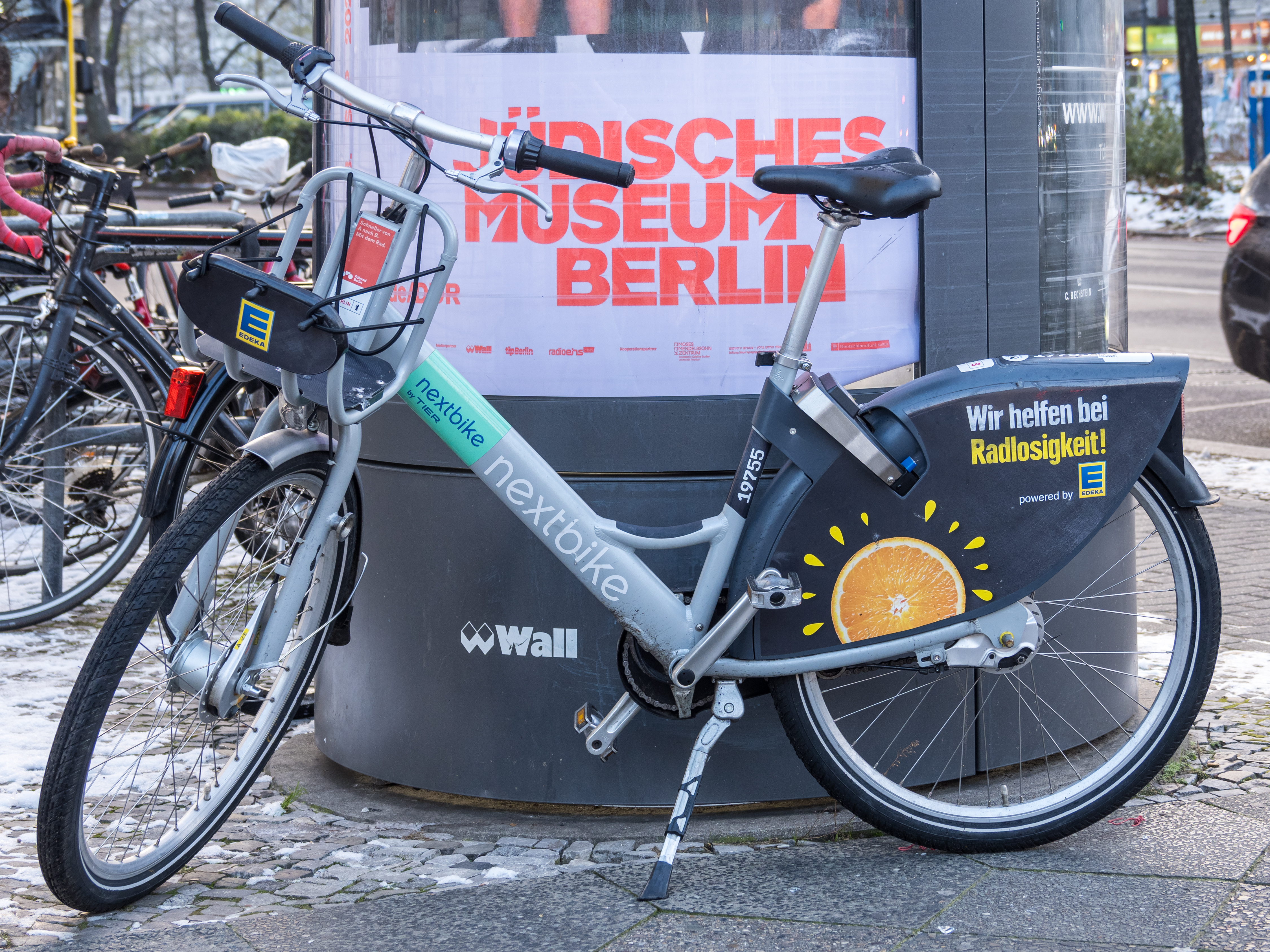
Nextbike in Berlin-Kreuzberg

Besonders große Nachfrage herrscht am Europaplatz am Hauptbahnhof Berlin, am Alexanderplatz und am Brandenburger Tor. Anfangs war geplant, dass Nextbike rund 720 Stationen einrichtet, die aber alle einzeln von den Bezirksämtern als Sondernutzung öffentlichen Straßenlandes genehmigt werden müssen. Deshalb waren bis Ende April 2019 nur 280 Stationen vorhanden und 3600 Leihräder im Einsatz, wobei das Ziel bei 5.000 Rädern lag. Die schleppende Genehmigung wurde darauf zurückgeführt, dass die Stationen einen größeren Abstand zu Baudenkmalen, Gehwegen oder Grünanlagen einhalten müssen und zu prüfen ist, ob die Mindestgröße für einen Radabstellplatz überhaupt vorhanden ist und diese vor Ort keine Gefahr für die Allgemeinheit darstellt. 
Im Jahr 2023 stehen 6.500 Leihräder zur Verfügung. Die Zahl der Stationen liegt bei 2.900, wovon sich 1.200 außerhalb des S-Bahn-Rings befinden. Die starke Erhöhung der Stationsanzahl innerhalb kurzer Zeit war durch die Einrichtung von virtuellen Stationen möglich, welche keine ortsfeste Infrastruktur erfordern. Durchschnittlich wird ein Fahrrad 1,4mal pro Tag ausgeliehen. Der nachfragestärkste Tag war im Juli 2023 und wies mehr als 10.000 Ausleihen auf. 2024 betreibt das Unternehmen 4.500 Stationen in Berlin und kam bis zum Oktober des Jahres auf 3,4 Mio. Ausleihen. Auf Grund der Sparmaßnahmen des Berliner Senats wird der Vertrag über 2024 hinaus jedoch nicht verlängert. Nextbike möchte den Betrieb privatwirtschaftlich aufrechterhalten, wird sich aber insbesondere aus den Randbezirken zurückziehen.[veraltet] Berlin ist damit, gemäß Unternehmensangaben, die einzige Hauptstadt in Europa, die über kein öffentlich gefördertes Bike Sharing mehr verfügen soll.

#### Leipzig
In der Heimatstadt des Unternehmens sind 1500 Räder verfügbar, die flexibel an virtuellen Stationen sowie in den Flexzonen mit oder ohne Aufpreis zurückgegeben werden können. Die Kooperation mit den Leipziger Verkehrsbetrieben ermöglichte die Smartphone-App LeipzigMove Kunden anfangs jeden Monat ein Freifahrtkontingent von 10 Stunden. Bis zur Einführung einer Alternative 2025 sind monatlich 10 Freifahrten mit jeweils 15 Minuten Ausleihdauer inklusive, darüber hinaus gilt der reguläre Tarif.

#### Nürnberg

##### Norisbike
In Nürnberg standen seit dem Frühjahr 2011 unter dem Namen Norisbike etwa 750 Leihräder zur Verfügung. An 66 Stationen mit einem Verleihterminal konnten die Mieträder rund um die Uhr gemietet werden. Bis 2013 wurden die Anzahl der Stationen auf 75 und die zur Verfügung gestellten Räder auf 810 erhöht. Ende des Jahres 2018 stellte Nextbike den Betrieb jedoch aus wirtschaftlichen Gründen ein.

##### VAG Rad

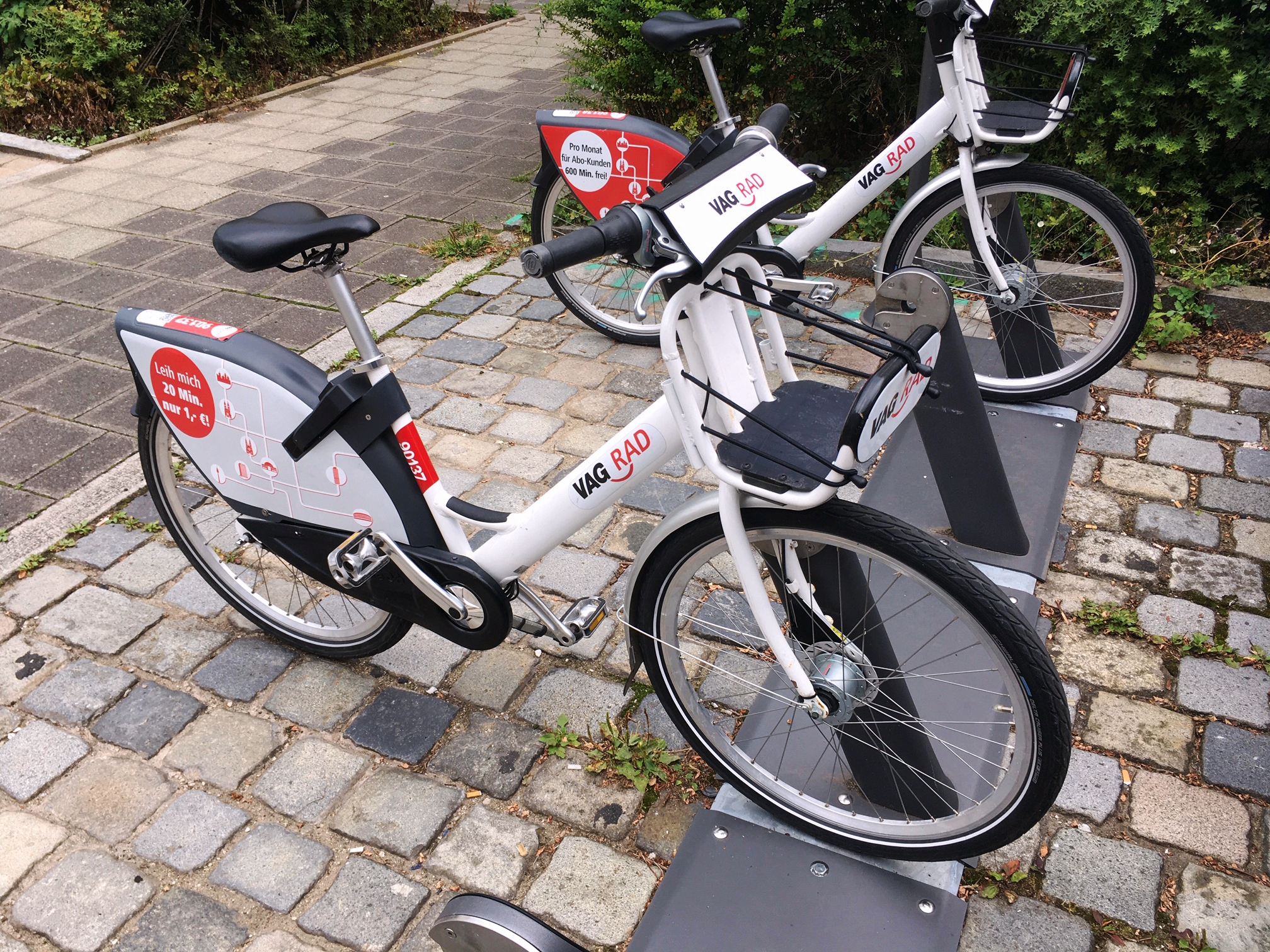
VAG-Räder in Nürnberg

Seit Juni 2019 betreibt Nextbike zusammen mit der örtlichen Verkehrs-Aktiengesellschaft Nürnberg (VAG) ein neues Fahrradverleihsystem unter dem Namen VAG Rad. Dieses umfasst aktuell (April 2025) mehr als 112 feste Stationen und eine rund 40 Quadratkilometer große Flexzone im gesamten Innenstadtgebiet innerhalb der Ringstraße, in den Stadtteilen Langwasser und Rangierbahnhof-Siedlung, in den Fürther Stadtteilen Am Stadtpark, Innenstadt, Südstadt und Hardhöhe sowie in den Erlanger Stadtteilen Zentrum, Süd- und Oststadt sowie in Teilen der Nordstadt. In dieser können die Räder ohne feste Station ausgeliehen und abgegeben werden. Hierbei stehen mehr als 2.500 Räder zur Verfügung. Zudem bietet das System neben den klassischen Fahrrädern an 16 verschiedenen Stationen auch 19 Lastenräder zum Verleih an. Im Februar 2024 wurde das System auch auf die direkten Nachbarstädte Erlangen, Fürth und Schwabach ausgeweitet.

#### Rhein-Neckar

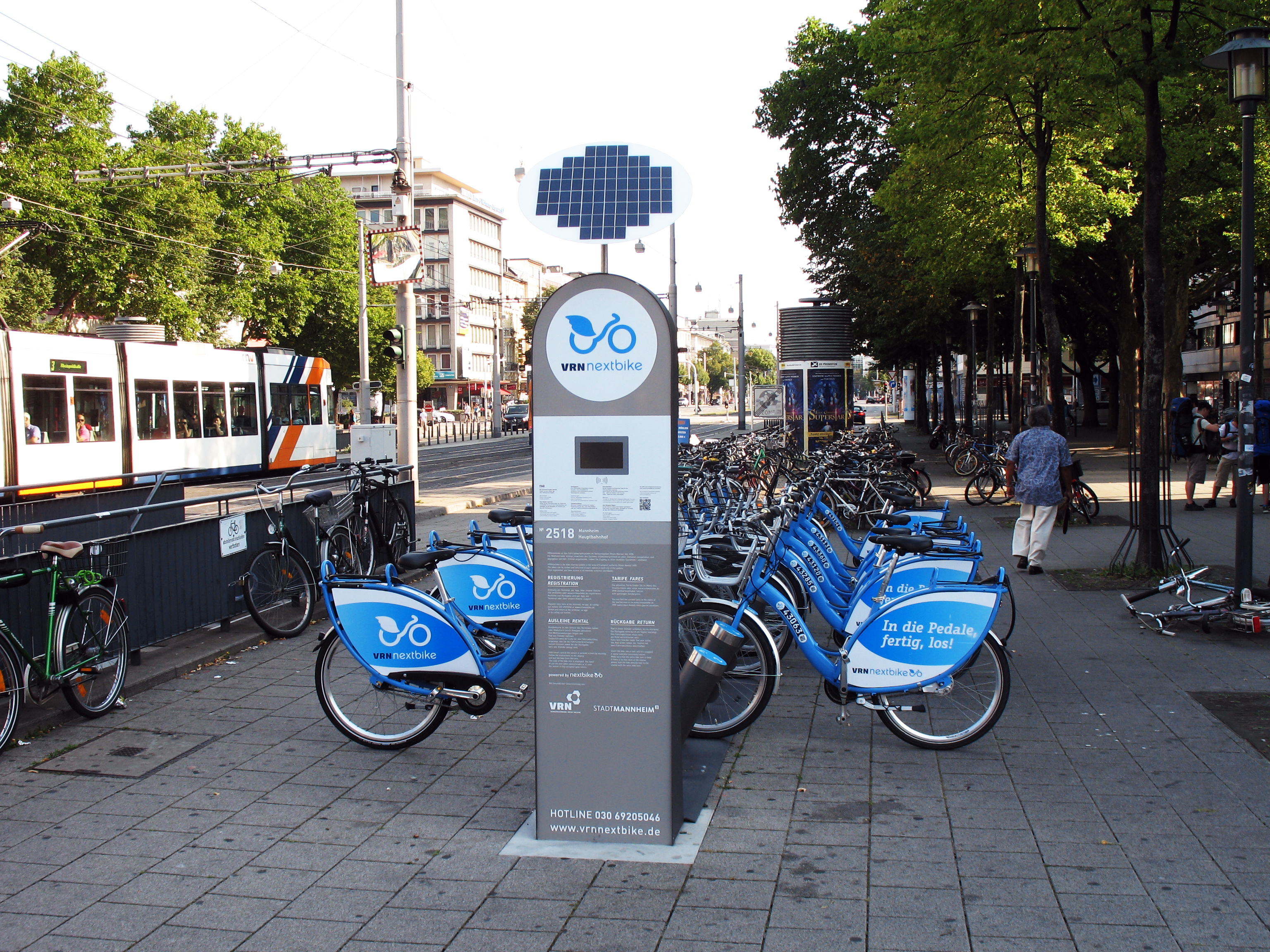
Nextbike-Station in Mannheim

VRNnextbike ist das Fahrradverleihsystem im Verkehrsverbund Rhein-Neckar. Zum regionalen System gehören folgende Städte (Auswahl): Bensheim, Bürstadt, Dossenheim, Frankenthal, Heidelberg, Heddesheim, Heppenheim, Hockenheim, Kaiserslautern, Ladenburg, Ludwigshafen, Mannheim, Schwetzingen, Speyer, Weinheim, Worms. Wie bei Metropolradruhr können die Räder städteübergreifend genutzt werden. In Mannheim wurden im Dezember 2020 zwölf E-Cargobikes ins Sortiment aufgenommen.

#### Kiel und Kiel-Region
Seit Juli 2019 sind die Räder von Nextbike als Sprottenflotte unterwegs. Der Name leitet sich von den Kieler Sprotten ab. Nach einer Pilotphase bis Dezember 2020 wurde das System auch in der Region, zum Beispiel in Rendsburg und Eckernförde, aber auch im Kieler Umland eingeführt. Seit Juli 2021 wird die Einrichtung der Sprottenflotte für Plön und Preetz betrieben. Allein in Kiel waren gut 300 Räder unterwegs. Mit Unterstützung der Förde Sparkasse Kiel wird die Sprottenflotte teilweise mit Pedelecs ausgestattet, und seit 2021 sind auch E-Lastenräder im Programm. 2023 wurde die Flotte auf Räder des Konkurrenten Donkey Republic umgestellt.

### Nordrhein-Westfalen

#### Ruhrgebiet
Das metropolradruhr (Eigenschreibweise) startete im Juni 2010 im Ruhrgebiet als größtes Fahrradverleihsystem Deutschlands. Bis 2012 wurden 3000 Mieträder in zehn Städten bereitgestellt. Verknüpft werden in diesem Projekt zehn Städte aus dem Ruhrgebiet, unter anderem Dortmund, Bochum, Essen und Oberhausen. Das Besondere an diesem Fahrradverleihsystem ist die städteübergreifende Nutzung der Mieträder.

#### Köln
Seit 2015 kooperiert Nextbike mit den Kölner Verkehrs-Betrieben (KVB). Für VRS-Chipkarten-Inhaber sind die ersten 30 Minuten pro Fahrradausleihe inklusive (ausgenommen Schülertickets). In Köln gibt es, wie auch in Nürnberg, Leipzig und Dresden, eine definierte Zone, in der die Räder flexibel an jeder Straßenecke abgegeben (und auch wieder ausgeliehen) werden können.

#### Bonn
Seit Oktober 2018 kooperiert Nextbike mit den Stadtwerken Bonn Verkehrs-GmbH. Die Registrierung bei Nextbike ist in Bonn mit einer sofortigen Zahlung des Kunden von 3 Euro verbunden (Stand: September 2021). Mit jedem weiteren Jahr wird diese Zahlung erneut fällig, sofern der Kunde das Angebot dann noch nutzt. VRS-Abokunden erhalten wie in Köln pro Tag 30 Fahrrad-Freiminuten, die auf den Tag aufteilbar sind. In Bonn gibt es ebenfalls die Möglichkeit, die Räder flexibel im gesamten Stadtgebiet abzugeben und wieder auszuleihen.

#### Düsseldorf
Wie in Köln und Bonn gilt das Stadtgebiet als Flexzone, in der die Räder ohne Bindung an eine Station ausgeliehen und zurückgegeben werden können.

#### Übersicht
Die Hauptunterschiede der Systeme in Nordrhein-Westfalen (und im angrenzenden Landkreis Ahrweiler) sind (Stand August 2025):
| Name              | Region                                                           | Standard- räder                       | E-Bikes                               | Cargo-bikes                           | e-Cargo-bikes                         | Flex-zone                             | Nachttarif für E-Bike                 | Rückgabe der E-Bikes                                        | Ref           |
| ----------------- | ---------------------------------------------------------------- | ------------------------------------- | ------------------------------------- | ------------------------------------- | ------------------------------------- | ------------------------------------- | ------------------------------------- | ----------------------------------------------------------- | ------------- |
| meinSiggi         | Bielefeld                                                        | Grünes Häkchensymbol für ja           | Grünes Häkchensymbol für ja           | Rotes X oder Kreuzchensymbol für nein | Grünes Häkchensymbol für ja           | Grünes Häkchensymbol für ja           | Rotes X oder Kreuzchensymbol für nein | an jeder meinSiggi-Station und auf "weißen Straßen"         | [ 35 ]        |
| Grünheide         | Gütersloh                                                        | Grünes Häkchensymbol für ja           | Rotes X oder Kreuzchensymbol für nein | Rotes X oder Kreuzchensymbol für nein | Rotes X oder Kreuzchensymbol für nein | Rotes X oder Kreuzchensymbol für nein | –                                     | –                                                           | [ 36 ]        |
| Helbi             | Kreis Soest                                                      | Grünes Häkchensymbol für ja           | Grünes Häkchensymbol für ja           | Grünes Häkchensymbol für ja           | Grünes Häkchensymbol für ja           | Rotes X oder Kreuzchensymbol für nein | Rotes X oder Kreuzchensymbol für nein | nur an E-Bike-Stationen von Helbi                           | [ 37 ]        |
| metropolradruhr   | Ruhrgebiet                                                       | Grünes Häkchensymbol für ja           | Rotes X oder Kreuzchensymbol für nein | · (Hamm)                              | · (Essen, · Lünen)                    | Rotes X oder Kreuzchensymbol für nein | –                                     | –                                                           | [ 38 ]        |
| Düsseldorf        | Düsseldorf                                                       | Grünes Häkchensymbol für ja           | Rotes X oder Kreuzchensymbol für nein | Rotes X oder Kreuzchensymbol für nein | Rotes X oder Kreuzchensymbol für nein | Grünes Häkchensymbol für ja           | –                                     | –                                                           | [ 39 ]        |
| NEW MöBus         | Mönchengladbach                                                  | Grünes Häkchensymbol für ja           | Rotes X oder Kreuzchensymbol für nein | Rotes X oder Kreuzchensymbol für nein | Rotes X oder Kreuzchensymbol für nein | Rotes X oder Kreuzchensymbol für nein | –                                     | –                                                           | [ 40 ]        |
| westBike          | Kreis Heinsberg                                                  | Grünes Häkchensymbol für ja           | Grünes Häkchensymbol für ja           | Rotes X oder Kreuzchensymbol für nein | Rotes X oder Kreuzchensymbol für nein | Rotes X oder Kreuzchensymbol für nein | Rotes X oder Kreuzchensymbol für nein | nur an E-Bike-Stationen von westBike                        | [ 41 ]        |
| wupsiRad          | Leverkusen                                                       | Grünes Häkchensymbol für ja           | Grünes Häkchensymbol für ja           | Rotes X oder Kreuzchensymbol für nein | Rotes X oder Kreuzchensymbol für nein | Rotes X oder Kreuzchensymbol für nein | Rotes X oder Kreuzchensymbol für nein | an jeder wupsiRad-Station                                   | [ 42 ]        |
| Bergisches E-Bike | Rheinisch-Bergischer-Kreis                                       | Rotes X oder Kreuzchensymbol für nein | Grünes Häkchensymbol für ja           | Rotes X oder Kreuzchensymbol für nein | Grünes Häkchensymbol für ja           | Rotes X oder Kreuzchensymbol für nein | Grünes Häkchensymbol für ja           | an jeder Station des Systems "Bergisches E-Bike"            | [ 44 ]        |
| KVB Rad           | Köln                                                             | Grünes Häkchensymbol für ja           | Rotes X oder Kreuzchensymbol für nein | Rotes X oder Kreuzchensymbol für nein | Rotes X oder Kreuzchensymbol für nein | Grünes Häkchensymbol für ja           | –                                     | –                                                           | [ 45 ]        |
| mobic (REVG)      | Rhein-Erft-Kreis                                                 | Grünes Häkchensymbol für ja           | Grünes Häkchensymbol für ja           | Rotes X oder Kreuzchensymbol für nein | Rotes X oder Kreuzchensymbol für nein | Grünes Häkchensymbol für ja           | Grünes Häkchensymbol für ja           | an jeder mobic(REVG)-Station                                | [ 47 ]        |
| Bonn              | Bonn                                                             | Grünes Häkchensymbol für ja           | Rotes X oder Kreuzchensymbol für nein | Rotes X oder Kreuzchensymbol für nein | Grünes Häkchensymbol für ja           | Grünes Häkchensymbol für ja           | –                                     | –                                                           | [ 48 ]        |
| RSVG              | Rhein-Sieg-Kreis nördlich und östlich von Bonn                   | Grünes Häkchensymbol für ja           | Grünes Häkchensymbol für ja           | Grünes Häkchensymbol für ja           | Grünes Häkchensymbol für ja           | Rotes X oder Kreuzchensymbol für nein | Grünes Häkchensymbol für ja           | nur an RSVG-Stationen mit einem Blitz-Symbol                | [ 50 ]        |
| RVK / Eifel       | Rhein-Sieg-Kreis westlich und südlich von Bonn, Kreis Euskirchen | Rotes X oder Kreuzchensymbol für nein | Grünes Häkchensymbol für ja           | Rotes X oder Kreuzchensymbol für nein | (Euskirchen)                          | Rotes X oder Kreuzchensymbol für nein | Grünes Häkchensymbol für ja           | sowohl an jeder RVK-Station als auch an jeder Eifel-Station | [ 51 ] [ 52 ] |
| AW-bike           | Landkreis Ahrweiler                                              | Rotes X oder Kreuzchensymbol für nein | Grünes Häkchensymbol für ja           | Rotes X oder Kreuzchensymbol für nein | Rotes X oder Kreuzchensymbol für nein | Rotes X oder Kreuzchensymbol für nein | Rotes X oder Kreuzchensymbol für nein | an jeder AW-bike-Station                                    | [ 53 ]        |

### Weitere

MOBIbike Fahrradservice – Fahrzeugauto in Dresden am Albertplatz

- Bremen: Zwischen Juni 2018 und März 2025 kooperierte Nextbike mit dem Weser-Kurier und der BSAG unter dem Namen WK-Bike. Die Stadt schrieb im Jahr 2024 europaweit den Betrieb eines Fahrradverleihsystems aus und stellte 5,55 Millionen Euro als Subvention in Aussicht.[54] Seit April 2025 betreibt Nextbike eine Flotte von 1100 Rädern und 40 Lastenrädern unter dem Namen Bre.Bike, eine Erweiterung auf 1450 Räder und 60 Lastenräder ist geplant.[55] Das System ist auch über die Grenze Bremens hinaus nutzbar.

- Freiburg im Breisgau: Nextbike hat im Mai 2019 Frelo lanciert.[56] Der Vertrag mit der Freiburger Verkehrs AG lief ursprünglich bis 2024 und wurde um ein Jahr auf 2025 verlängert, um Zeit für die Ausweitung des Einzugsgebietes in die umliegenden Landkreise Emmendingen und Breisgau-Hochschwarzwald zu gewinnen. im Februar 2025 gewann Nextbike auch die Ausschreibung für den Zeitraum von 2026 bis 2031. Ursprünglich rechnete die Stadt mit Kosten von 300.000 Euro jährlich.[57] Frelo ist stationsbasiert. Seit Beginn wurde die Anzahl der Stationen und Räder immer weiter erhöht. Es wurde Stationen in den Ortschaften und den Umlandgemeinden errichtet. Es stehen ca. 800 Räder an 95 Stationen zur Verfügung. Inhaber eines Regio-Karten Abos sowie Studierende der Universität Freiburg können die Fahrräder in den ersten 30 Minuten im Rahmen des Semesterbeitrages kostenlos nutzen.[58] Ab 2026 wird es mit der Ausweitung ins Umland 160 Stationen mit 900 herkömmlichen Fahrrädern und 200 Pedelecs geben.

- Dresden: Seit August 2020 betreibt Nextbike im Auftrag der DVB das neue System namens MOBIbike.[59] Die Flotte wurde durch 1000 neue Räder ersetzt und mittlerweile auf 1550 Räder erhöht. Räder können flexibel innerhalb der Flexzone, in Rückgabestraßen oder an MOBIpunkten zurückgegeben werden. DVB-Abokunden erhalten pro Ausleihe 30 Freiminuten.[60]

- Konstanz: Ab Mitte April 2024 übernahm Nextbike den Betrieb des örtlichen Fahrradmietsystems konrad der Stadtwerke Konstanz.[61] Die Mietradflotte umfasste zu diesem Zeitpunkt etwa 150 Räder und 70 Lastenräder, die teils mit Elektroantrieb ausgestattet sind.

### In weiteren europäischen Ländern (Auswahl)

#### Österreich

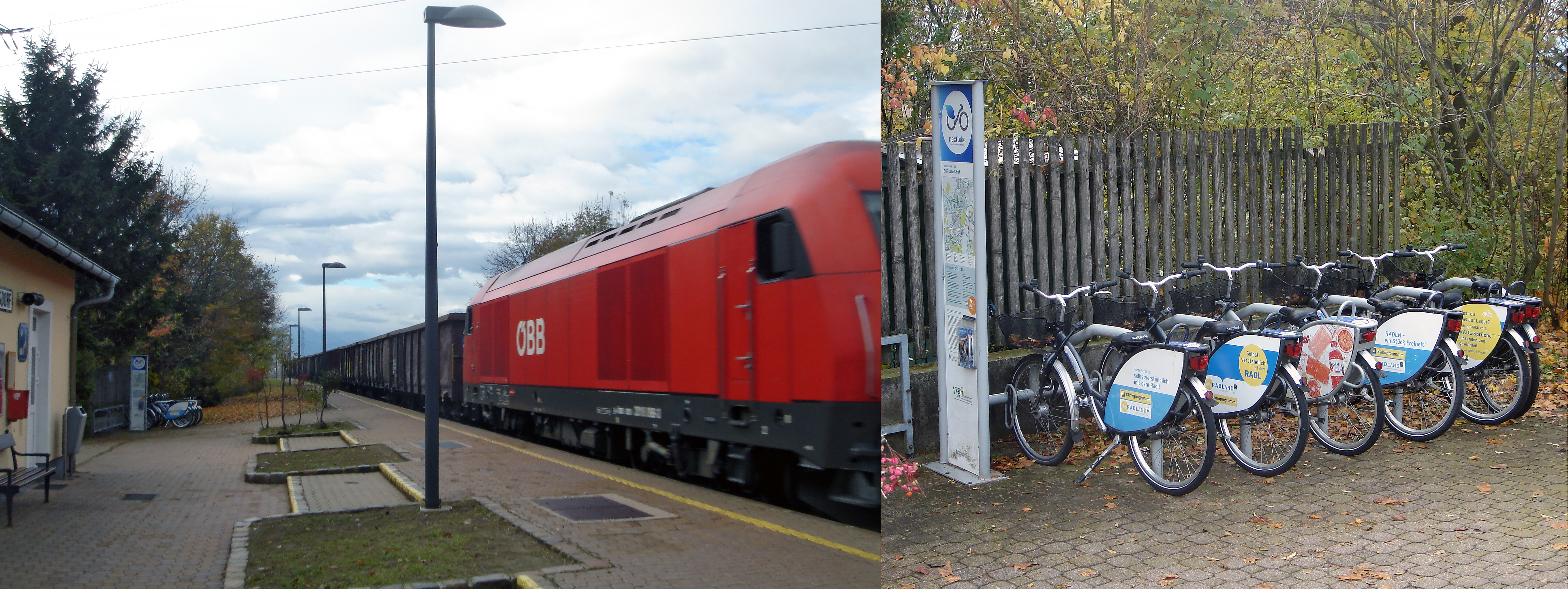
Nextbike-Verleihstation im Bahnhof Katzelsdorf, Niederösterreich, der Mattersburger Bahn

- Im Burgenland rund um den Neusiedler See wird das Fahrradverleihsystem Nextbike seit 2007 umgesetzt und stetig ausgebaut. Seit 2010 ist auch die Niederösterreichische Landesregierung darum bemüht, ein flächendeckendes Netz an Verleihstationen in Niederösterreich aufzubauen. Der Betreiber des Systems ist die Energie- und Umweltagentur Niederösterreich. In Österreich wird durch Nextbike europaweit erstmals ein Fahrradverleihsystem im ländlichen Raum ein- und durchgeführt.
- In Innsbruck wurde mit dem Stadtrad Innsbruck im April 2014 ebenfalls ein Leihsystem für Fahrräder geschaffen, auch dieses wird gemeinsam von Nextbike und den Innsbrucker Verkehrsbetrieben aufgebaut und betrieben. Bei einem entsprechenden Erfolg in Innsbruck ist eine Erweiterung auf andere Städte Tirols geplant.[62]
- Das Klagenfurter Fahrradverleihsystem Nextbike Klagenfurt[63] wurde im Mai 2017 mit 10 Stationen und 60 Fahrrädern in Betrieb genommen und 2018 auf 32 Stationen erweitert. Im Mai 2019 kamen weitere 10 Stationen hinzu. Seit Herbst 2020 stehen in Klagenfurt am Wörthersee und einigen Umlandgemeinden 270 smarte Leihfahrräder an nahezu 50 Stationen zur Verfügung. Bisher (Stand September 2020) haben sich mehr als 13.300 Nutzer registriert und es wurden insgesamt über 53.300 Verleihvorgänge verzeichnet. Betreiber ist die Landeshauptstadt Klagenfurt am Wörthersee.

- Im April 2022 löste das in Kooperation mit den Wiener Linien betriebene WienMobil Rad die Citybikes ab. Derzeit sind mehr als 240 Rad-Stationen – darunter auch sogenannte WienMobil-Stationen mit zusätzlichen Mobilitätsservices wie Carsharing oder E-Scootern – mit mehr als 3000 Fahrrädern in allen Wiener Gemeindebezirken in Betrieb. Neben dem Standardtarif für 75 Cent pro 30 Minuten gibt es für Jahreskarten-, Jugendticket- und Semesterticket-Besitzer der Wiener Linien, sowie für Besitzer des bundesweiten KlimaTickets vergünstigte Tarife.[64]
- In Kufstein startete das VVT Regiorad im Mai 2022 mit 22 Stationen und 110 Fahrrädern sowie in Ellmau mit 3 Stationen und 20 Fahrrädern. Lokaler Betreiber ist Kufstein mobil in Zusammenarbeit mit dem Tourismusverband Wilder Kaiser. Ein Ausbau in weiteren Gemeinden Tirols ist geplant.[65]

#### Polen
An der Nextbike Polska S.A., die in Polen 39 Verleihsysteme betreibt, ist Nextbike mit 45,1 % Kapital- und 51,7 % Stimmenanteil beteiligt. Veturilo, das größte polnische System befindet sich mit über 5300 Fahrrädern in Warschau.

#### Schweiz
In der Schweiz kooperierte Nextbike ab August 2009 mit Rent A Bike. Bei diesem Projekt wurden 3000 Leihvelos (Velos nennen die Schweizer ihre Fahrräder) flächendeckend bis zum Jahr 2011 angeboten.
Das Fahrradverleihsystem Nextbike ist in Luzern in Zusammenarbeit mit Caritas Luzern unter dem Namen Take a Bike. aktiv.
2024 hat Nextbike die Ausschreibung für den regulären Betrieb des Fahrradverleihsystems Mooinz in Chur gegen Publibike gewonnen.

#### Spanien
Im November 2018 hat Nextbike in Bilbao ein e-Bike System eröffnet. Den Betrieb von Bilbaobizi übernahm Nextbike gemeinsam mit dem spanischen Mobilitätsdienstleister Sagalés. Das bestehende Verleihsystem ist mit e-Bikes ersetzt worden, damit trotz der herausfordernden topografischen Bedingungen angenehmes Radfahren gewährleistet werden kann. Bis zum Frühjahr 2019 werden 450 e-Bikes an 40 Stationen verfügbar sein. Der Motor unterstützt bis zu 50 km und wird am Stationsständer geladen.

## Funktionsweise

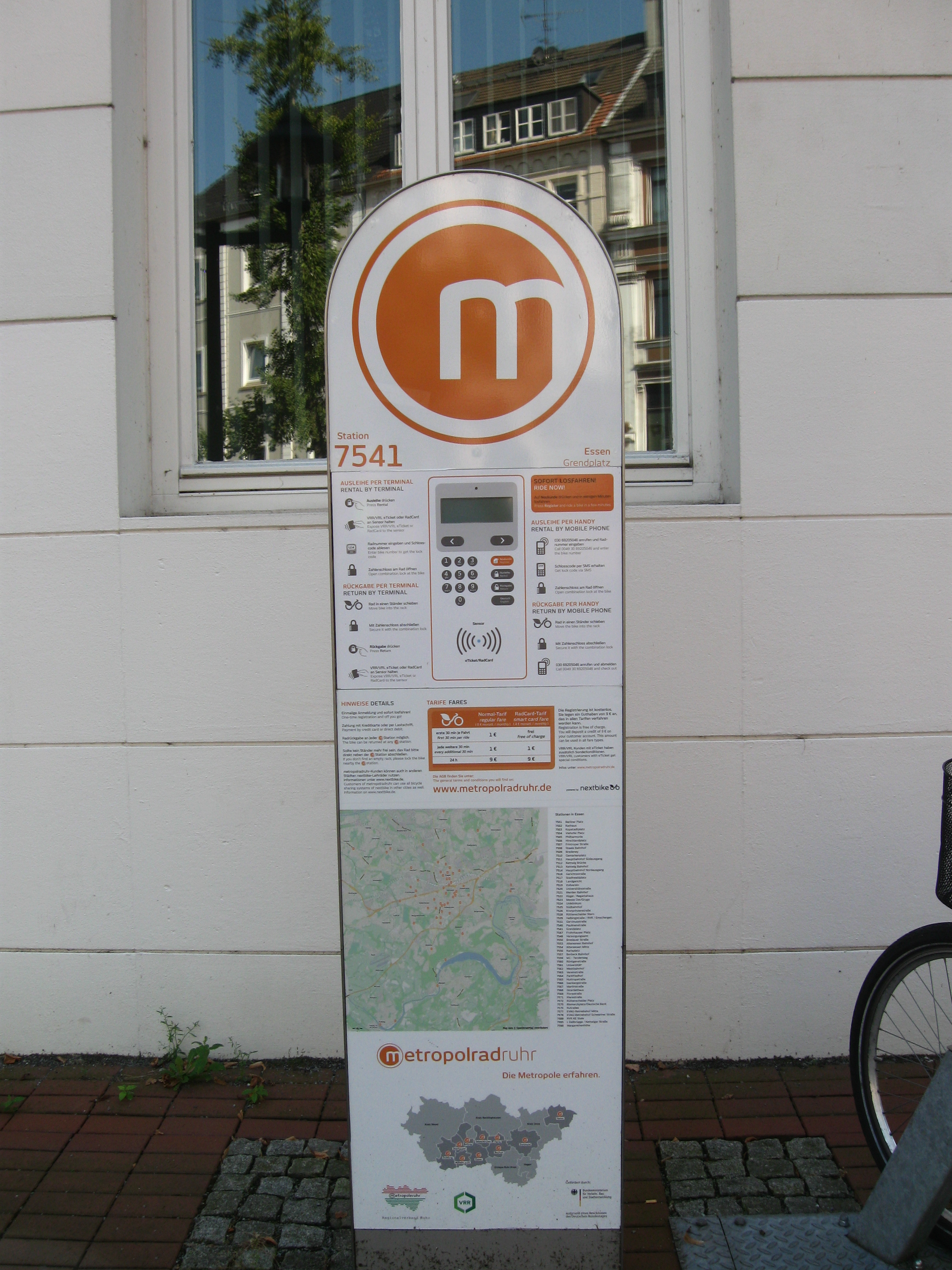
Informationsstele einer Verleihstation in Essen-Steele (2016)

Die einmalige Registrierung erfolgt per App oder über das Internet. Die Ausleihe und Rückgabe ist per App, Hotline oder am Verleihterminal möglich. Die aktuellen Standorte der Räder findet man in der App und auf der Website. Die Preise variieren von Stadt zu Stadt. Die Mieträder sind auch für Einwegfahrten geeignet, da das Mietrad an einer Station ausgeliehen und an einer anderen Station wieder abgegeben werden kann. In allen Städten gibt es fest definierte Bereiche für Ausleihe und Rückgabe, die sich je nach Stadt unterschiedlich gestalten. In einigen Städten wie z. B. Marburg gibt es fest definierte, durch Schilder gekennzeichnete Stationen. In Köln, Bonn, Dresden oder Leipzig gibt es definierte Zonen, in der die Räder flexibel an jeder Straßenecke abgegeben (und auch wieder ausgeliehen) werden können. An einigen Punkten können Freiminuten vergeben werden, wenn dort ein Rad abgestellt wird.
Bei der Ausleihe per App muss zunächst der QR-Code gescannt werden. Im Anschluss öffnet sich das Schloss je nach Radtyp automatisch, oder via App wird ein Zahlencode übermittelt, mit dem das Schloss geöffnet werden kann. Die Räder können während der gesamten Ausleihe an verschiedenen Orten geparkt werden. Die Rückgabe kann per App, BikeComputer, Terminal oder Hotline erfolgen. In regelmäßigen Abständen werden die Räder von Servicemitarbeitern vor Ort geprüft und gewartet.
Die Räder werden entweder frei oder in eigens gefertigten Abstellanlagen/Stationen mit Informationsstele und Fahrradbügeln aufgestellt, wie bspw. in Tübingen. Auch in der kalten Jahreszeit sind die Räder von Nextbike verfügbar, in manchen Städten mit einer leicht reduzierten Flotte.
Die Räder sind mit einer Drei- oder Siebengangnabenschaltung und einem Gepäckkorb ausgestattet, der fest mit dem Lenker verbunden ist. 2014 stellte Nextbike das SMARTbike 1.0 vor, dass mit BikeComputer und Gabelschloss ausgerüstet ist. 2018 wurde eine überarbeitete Version das SMARTbike 2.0 vorgestellt. Diese Version hat neben einem Rahmenschloss auch integrierte Kartenlesegeräte für die Ausleihe mit Smart Cards der ÖPNV-Partner.